# ジョセフ・ファン・セーフェルドンク
ジョセフ・ファン・セーフェルドンク（Joseph van Severdonck、1819年3月27日 - 1905年11月11日）は、ベルギーの画家、美術教師である。ブリュッセル王立美術アカデミーで教えた。

## 略歴
ブリュッセルで生まれた。アントウェルペン王立美術アカデミーで歴史画の画家、フスタフ・ワッペルスに学んだ。1865年からブリュッセル王立美術アカデミーの素描のクラスで教え始め、1875年から絵画を教えた。
セーフェルドンクが教えた学生にはジェームズ・アンソール(1860-1949)やジェオ・ベルニエ(Géo Bernier: 1862-1918)がいる。ウェールズ出身で後に「Women Painters of the World」などを執筆したウォルター・ショー・スパロー(Walter Shaw Sparrow: 1862–1940)も学生の一人である。
27歳頃のフィンセント・ファン・ゴッホ(1853-1890)も1880年から短期間、ブリュッセル王立美術アカデミーの学生になったが、教師のファン・セーフェルドンクとジョゼフ・スタラールト(1825-1903)に悪い印象を持つことになり、この学校については話したくないと手紙に記している。
画家としては歴史画や戦場を描いた作品、宗教画、肖像画、風俗画などを描き、当時流行した「オリエンタリズム」の派生品も描いた。1851年のブリュッセルの展覧会と1859年のデン・ハーグの展覧会で金賞を受賞し、ケルンやウィーン、フィラデルフィアなど国外の展覧会にも出展した。ベルギー王妃マリー＝アンリエット・ド・アブスブール＝ロレーヌの美術教師も務めた。
1905年にスカールベークで没した。

## 作品

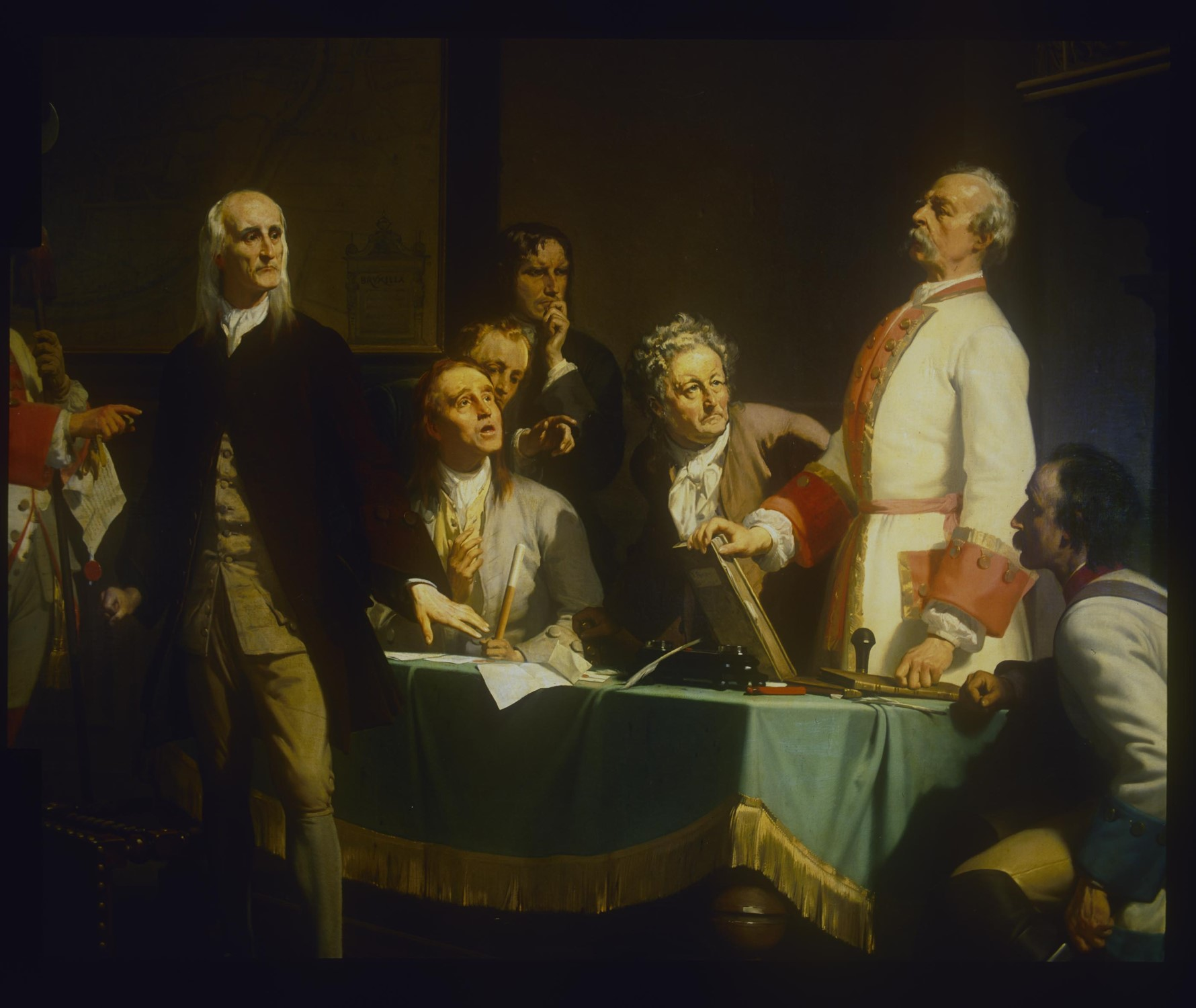
1717年ブリュッセルの暴動の指導者Frans Anneessensの裁判
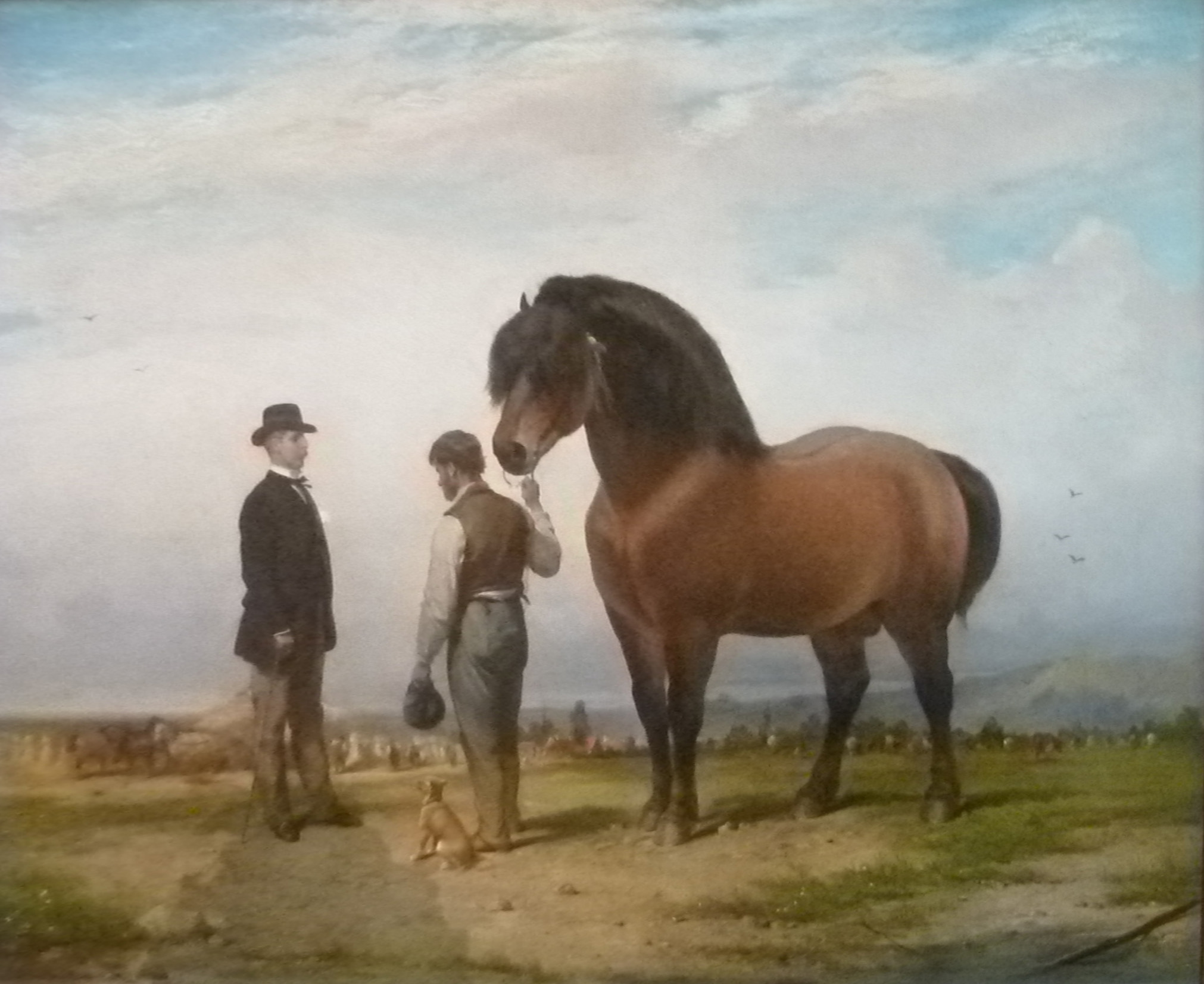
馬、犬と人物のいる収穫風景
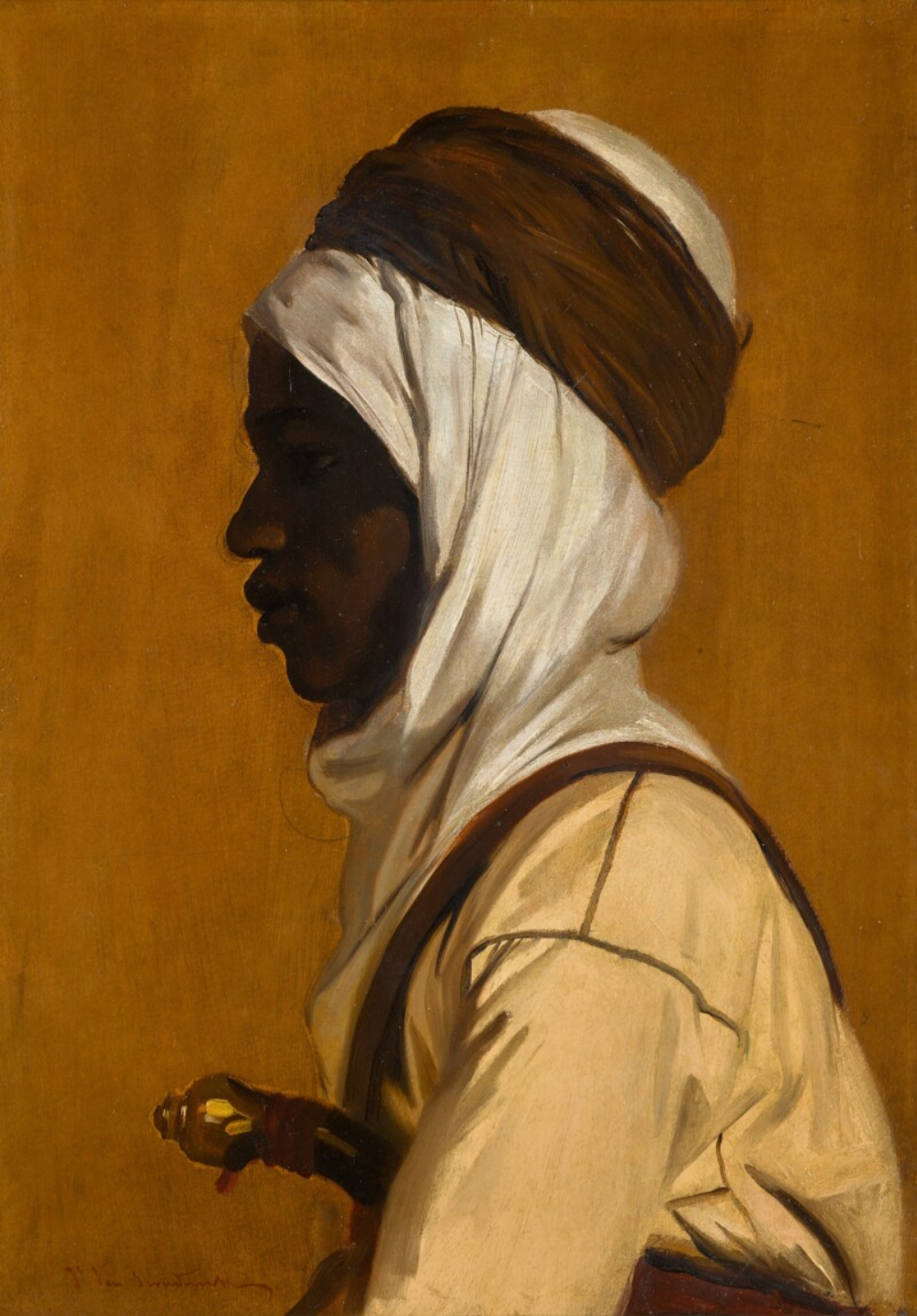
若い遊牧民（トゥアレグ）